# Daniel Tucuna
Daniel Tucuna, vollständiger Name Daniel Alejandro Tucuna Chakeyian, (* 16. Juli 1991 in Montevideo) ist ein uruguayischer Fußballspieler.

## Karriere
Der 1,80 Meter große Offensivakteur Tucuna spielte in der Jugend von 2006 bis 2011 für Defensor Sporting und zeichnete sich dort regelmäßig als sehr erfolgreicher Torschütze aus. Er stand sodann von 2010 bis Mitte 2012 in Reihen von Miramar Misiones. Im Juli 2012 wechselte er zu ŠKF Sereď in die Slowakei. Dort gehörte er in der Saison 2012/13 zum Kader. Von August 2013 bis Dezember jenes Jahres war er im Amateurbereich der OFI in der 1. División Floridas für River Plate aktiv. Seit Juli 2015 wird er als Spieler des Tacuarembó FC geführt. In der Spielzeit 2015/16 kam er bei den Norduruguayern in sieben Partien der Segunda División zum Einsatz. Einen Treffer erzielte er nicht. Ende Juli 2016 schloss er sich dem Zweitligisten Club Atlético Torque an. In der Saison 2016 bestritt er acht Zweitligaspiele ohne persönlichen Torerfolg.